# Kliopsyllus paraholsaticus
Kliopsyllus paraholsaticus är en kräftdjursart som beskrevs av Mielke 1975. Kliopsyllus paraholsaticus ingår i släktet Kliopsyllus och familjen Paramesochridae. Arten är reproducerande i Sverige. Inga underarter finns listade i Catalogue of Life.